# 附置義務駐車場

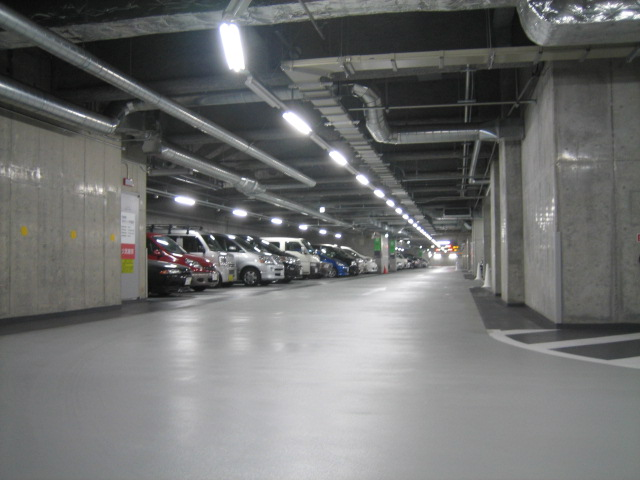
附置義務駐車場の一例。
写真は都市計画駐車場でもある秋葉原UDXパーキング。

附置義務駐車場（ふちぎむちゅうしゃじょう）あるいは附置義務駐車施設（ふちぎむちゅうしゃしせつ）とは、駐車場法第20条に基づいて定められた地方公共団体の条例により、一定規模以上の建築物を新規に増設する際に義務として整備された駐車場施設である。

## 概要
国土交通省では「標準駐車条例」を通達し、地方公共団体による条例規定を促進している。2005年度（平成17年度）3月末現在、199都市で制定されている。
駐車場法上の駐車場の分類には主として、都市計画駐車場、届出駐車場、付置義務駐車場、路上駐車場などがある。

## 駐車場整備状況（全国）
- 2004年度（平成16年度）　2,104,894台